# Sistema binário

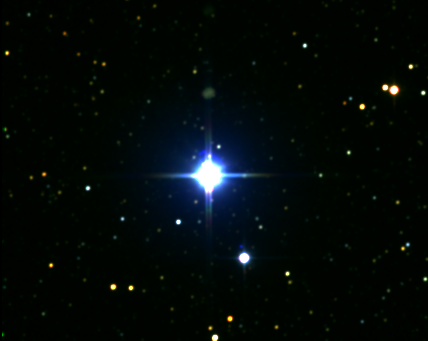
Sistema binário Alpha Crucis, na constelação de Crux.

Em astronomia, sistema binário é um sistema composto por dois corpos celestes orbitando em torno de um centro de massa comum, ligados gravitacionalmente entre si e que à vista desarmada, ou com uma pequena ampliação, aparentam serem apenas um. O termo é frequentemente utilizado para referir-se a estrelas binárias, mas também é utilizado em outros sistemas, tais como asteroides, planetas, e galáxias. Segundo recenseamentos efectuados entre as estrelas da Via Láctea, um terço dos sistemas estelares são binários.
Tão próximas estão entre si que, muitas vezes, é necessário o uso de técnicas especiais para se ter certeza se o objeto observado é ou não uma estrela dupla. Entre essas técnicas podemos citar:
- análise espectroscópica
- quantidade de raios X emitida
- observação de eclipses

## Estrutura
Até a descoberta de autênticas binárias, em 1793, por William Herschel (1738-1822), acreditava-se que todas as estrelas duplas resultavam de um efeito de perspectiva.
Num sistema binário, os dois componentes gravitam em torno de um centro de gravidade comum. Às vezes, seu período de revolução é breve - menos de 20 minutos em certos casos extremos; outras vezes, ao contrário, é muito longo. Gama de Virgem, próxima de Spica (Alfa da Virgem), é constituída por dois elementos que tem exatamente o mesmo brilho, com período de revolução de 180 anos. Seu afastamento angular é maior hoje do que no início do século XX, por causa do deslocamento das duas estrelas em relação à linha de observação. O par pode ser visto separado através de um pequeno telescópio, mas por volta de 2016, quando a distância aparente entre as duas estrelas será mínima, Gama de Virgem aparecerá como uma estrela única, exceto nos grandes telescópios.
Um sistema binário facilmente localizável é o formado por Mizar e sua companheira Alcor, na constelação da Ursa Maior. Esta foi a primeira estrela dupla a ser descoberta por telescópio. Como Alfa de Centauro, é formada por dois elementos de brilhos muito diferentes, um de magnitude 2,4 e outro de magnitude 3,9. Em alguns pares, como Gama de Áries, os dois componentes têm o mesmo tipo de espectro. É comum todavia, que os elementos de um sistema binário se diferenciem pelo contraste entre suas cores. Antares, por exemplo, a brilhante estrela vermelha de Escorpião possui uma pálida companheira  branco-azulada, o mesmo acontecendo à gigante vermelha Alfa de Hércules. O melhor exemplo talvez, o de Beta de Cisne, também chamada de Albireo, cujo componente primário é amarelo-dourado, e o secundário é azul-branco.

## Importância
Pensava-se antigamente que os sistemas binários resultavam de uma fragmentação de uma estrela, instabilizada por um movimento de rotação muito rápido. Hoje em dia, considera o mais provável que os componentes dos sistemas binários formaram-se independentes, mas simultaneamente, na mesma região do espaço.
Os binários desempenham um papel capital em astronomia. Particularmente, a observação do movimento orbital de seus componentes permite-se que avalie a massa do sistema, embora seja difícil avaliar a massa de uma estrela isolada. Por outro lado, o estudo da curva luminosa dos sistemas binários eclípticos permite que se calcule o diâmetro de seus componentes.
Um catálogo de todos os sistemas binários visuais - isto é, que podem ser observadas como estrelas duplas através dos telescópios - então conhecidos foi organizado em 1963 por H.M. Jeffers e Van de Bos.